# 納什山 (帕爾默地)
74°14′S 62°20′W / 74.233°S 62.333°W
納什山（英語：Mount Nash）是南極洲的山峰，位於帕爾默地東岸，處於歐文山東北面22公里，海拔高度1,295米，由美國探險隊發現，該山峰現時由南極條約體系管理。